# Crescentino
Crescentino là một đô thị ở tỉnh Vercelli trong vùng Piedmont thuộc Ý, có cự ly khoảng 35 km về phía đông bắc của Torino và khoảng 30 km về phía tây nam của Vercelli. Tại thời điểm ngày 31 tháng 12 năm 2004, đô thị này có dân số 7.843 người và diện tích là 48,3 km².
Đô thị Crescentino có các frazioni (đơn vị cấp dưới, chủ yếu là các làng) Campagna, Cerrone, Monte, San Grisante, San Silvestro, San Genuario, Caravini, Porzioni, Santa Maria, Mezzi Po, Galli, Cascinotti, và Lignola.
Crescentino giáp các đô thị: Brusasco, Fontanetto Po, Lamporo, Livorno Ferraris, Moncestino, Saluggia, Verolengo, và Verrua Savoia.

## Notable Crescentinesi
- Luigi Arditi (1822–1903), violinist, composer and Adelina Patti's favourite conductor.